# Benefactor
Benefactor è un videogioco per Amiga e Amiga CD32 sviluppato dal team svedese Digital Illusions Creative Entertainment e pubblicato dalla Psygnosis nel 1994.
Benefactor è un misto di videogioco rompicapo e videogioco a piattaforme e rappresenta un'evoluzione del gameplay lanciato dalla stessa Psygnosis con il precedente Lemmings. Nel gioco si ha il controllo del militare Ben E. Factor e il suo compito è quello di salvare dei personaggi chiamati "Merry Men" i quali sono stati rapiti e imprigionati nei 60 livelli di gioco.

## Modalità di gioco
I controlli sono quelli tipici dei giochi platform ed è assolutamente necessario evitare ogni contatto con i nemici (a ogni contatto si perde parte della barra della vita). Ci sono diverse leve da azionare e porte da aprire e spesso, per raggiungerle, sarà necessario farsi aiutare dai piccoli Merry Men che potranno essere trasportati dal protagonista nei tratti che loro non possono percorrere. I Merry Men seguono pattern prefissati.
Procedendo nel gioco si avrà a che fare con i Merry Men 'cattivi': loro, a differenza di quelli normali, non seguono pattern prefissati, ma continuano a camminare dritto ciecamente proprio come i Lemmings dell'omonimo gioco. Si distinguono facilmente per il colore monocromatico. I Merry Men 'cattivi' vanno riportati allo status normale per essere salvati e, per far ciò, è necessario immergerli in un secchio di vernice.
Non ci sono contatori di vite, si può riprovare ogni livello un'infinità di volte.

## Curiosità
- Uno dei livelli di gioco si chiama Lemmings? proprio ad indicare le origini di questo gioco.